# Бумбун, Иероним Геркуланус
Иероним Геркуланус Бумбун (индон. Hieronymus Herculanus Bumbun OFMCap, 5 августа 1937, Индонезия — 30 сентября 2024, Понтианак) — индонезийский католический прелат, второй архиепископ Понтианака с 26 февраля 1977 до 3 июня 2014 года, член монашеского ордена капуцинов.

## Биография
27 июля 1967 года Иероним Геркуланус Бумбун был рукоположён в священника в монашеском ордене капуцинов.
19 декабря 1975 года Римский папа Павел VI назначил Иеронима Гекулануса Бумбуна вспомогательным епископом архиепархии Понтианака и титулярным епископом Капры. 27 мая 1976 года состоялось рукоположение Иеронима Гекулануса Бумбуна в епископа, которое совершил архиепископ Семаранга кардинал Юстинус Дармоджувоно в сослужении с епископом Кетапанга Габриэлем Веллемом Силлекенсом и архиепископом Медана Альфредом Гонти Пием Датубарой.
26 февраля 1977 года Иероним Гекуланус Бумбун был назначен архиепископом Понтианака. С 1982 по 1990 год был апостольским администратором епархии Сангау.
Умер 30 сентября 2024 года в возрасте 87 лет.